# 涙の別れ
『涙の別れ』(なみだのわかれ、"The Break-Up") はアメリカ合衆国のミュージカルドラマ『glee/グリー』シーズン4のエピソードで番組通算70話となる。脚本はライアン・マーフィー、監督はアルフォンソ・ゴメス＝レホンが務め、アメリカ合衆国で2012年10月4日にフォックスで放送された。このエピソードでは遠距離と現実の辛さによって番組で長く続いたカップルが試され、三組が別れることとなる。

## 内容
ニューヨーク市で、レイチェル・ベリー (リア・ミシェル)は陸軍を除隊されたフィン・ハドソン (コリー・モンティス)と再会し、ニューヨーク・アカデミー・オブ・ザ・ドラマティック・アーツ (NYADA)へ彼を見学に連れて行く。そこでフィンは場違いだと感じることになる。一方、オハイオ州ライマで、ブレイン・アンダーソン (ダレン・クリス)はヴォーグで多忙なカートに無視されていると感じ、浮気をしてしまう。罪悪感を抱いたブレインはカートのいるニューヨーク市にサプライズで訪ねることとなる。
フィン、レイチェル、カートとブレインはニューヨークにあるNYADAの生徒が訪れるバーに行き、フィンはブロディ・ウェストン (ディーン・ゲイヤー)と会う。彼とレイチェルの関係に疑問を抱くフィンは2人にデミ・ロヴァートの「Give Your Heart a Break」を歌うように勧める。彼らに続いてブレインはケイティ・ペリーの「Teenage Dream」を涙目で歌う。バーの外でフィンとカートはレイチェルとブレインに問いただし、レイチェルはブロディにキスしたことを認め、ブレインは浮気をしたことを認める。そしてノー・ダウトの「Don't Speak」を4人で歌い始める。
次の日、フィンはレイチェルに何も告げずライマへと去る。マッキンリー高校へグリー部の顧問ウィル・シュースター (マシュー・モリソン)に会いにいったフィンはウィルの腕の中で泣き崩れる。フィンはニューディレクションズの新メンバーを紹介され、学校のミュージカルに『グリース』をすることを提案し、ウィルを感心させる。その後ウィルは彼のフィアンセで進路指導員のエマ・ピルズバリー (ジェイマ・メイズ)に全国の芸術教育を向上させるためのブルー・リボン政府委員会に承諾されたと知らせるが、エマはライマを離れ、ウィルと一緒にいるためにワシントンD.C.に3ヶ月間移住しないといけないことに気が進まず、口論になってしまう。
サンタナ・ロペス (ナヤ・リヴェラ)はガールフレンドのブリタニー・ピアーズ (ヘザー・モリス)を訪ね、彼女がチアリーダーのキティが設立した自分が優越感に浸るためのクラブに入部した事を知る。キティの彼氏ジェイク・パッカーマン (ジェイコブ・アーティスト)はマーリー・ローズ (メリッサ・ブノワ)を会合に招待するが、マーリーはキティがメンバーの1人に傷つくイタズラをしたことにガッカリする。ジェイクはキティがマーリーをバカにした後すぐに別れるが、マーリーの気がある素振りを無視してしまう。
サンタナはブリタニーにテイラー・スウィフトの「Mine」を披露しブリタニーに2人の関係は上手くいっていないと告白する。 サンタナはブリタニーに別れたワケではないが、2人の関係を軽いものにしようと提案し、ブリタニーを落ち込ませる。ブレインはカートと連絡を取ろうと努力するが、カートが応えないので、ブレインは2人の関係が分からなくなる。
ライマへ真っ直ぐ飛んできたレイチェルは、マッキンリー高校の講堂にいるフィンの元へ行き、フィンにとってはレイチェルを自由にするつもりだったが、レイチェルはフィンが何ヶ月も彼女から隠れていた行動に対して臆病者のガキだと呼び、別れる。彼女が講堂を去った後、フィンはコールドプレイの「The Scientist」をレイチェル、カート、ブレイン、サンタナ、ブリタニー、ウィルとエマが一緒に歌っているのを想像しながら1人で歌う。

## 制作
このエピソードではゲストとしてマッキンリー高校の進路指導員エマ・ピルズバリー (メイズ)、グリー部のメンバー ジョー・ハート (ラーセン)、ウェイド・ユニーク・アダムス (ニューウェル)、マーリー・ローズ (ブノア)とジェイク・パッカーマン (アーティスト)、チアリーダーのキティ (トビン)、 NYADAの3年生ブロディ・ウェストン (ガイヤー)とVogue.comで働くチェイス・マディソン (ドメネッチ)が出演している。
劇中で流れる5曲がシングルで発売されている。曲目にはクリスとモンティスによるダンカン・シークの「Barely Breathing」、コルファー、クリス、モンティス、ミシェルによるノー・ダウトの「Don't Speak」、コールドプレイの「The Scientist」、ミシェルとガイヤーによるデミ・ロヴァートの「Give Your Heart a Break」、リヴェラによるテイラー・スウィフトの「Mine」、とクリスによるケイティ・ペリーの「Teenage Dream」のアコースティック・バージョンが含まれる。
このエピソードの公園を歩きながら「Don't Speak」を披露するを含むシーンはニューヨーク市で2012年8月11日から12日の週末に撮影された。
放送前に番組制作者のライアン・マーフィーは「今までのエピソードの中で一番すばらしい物だ」と評している。

## 外部サイト
- "The Break-Up" - インターネット・ムービー・データベース （英語）